# Lokrum
Lokrum (italienisch Lacroma) ist eine kleine Insel in der Adria, die rund 630 Meter von der Altstadt der kroatischen Stadt Dubrovnik entfernt ist.

## Allgemeines
Die Insel ist 1.600 Meter lang und maximal 540 Meter breit und weist eine Fläche von 81 Hektar auf. Sie erreicht im Norden eine Höhe von 93,2 Metern. Auf diesem höchsten Punkt befindet sich die von den Franzosen erbaute Befestigung Fort Royal.
Die Insel ist ein Naturschutzgebiet mit dichter Mittelmeervegetation. Hier wachsen Oliven, Agaven, Kakteen, Magnolien und Palmen. Außerdem gibt es Lorbeer-, Eichen-, Kiefernbäume und schwarze Pinien.
Der Name Lokrum stammt wahrscheinlich vom lateinischen Wort acrumen (säuerliche Früchte), da früher auf der Insel Orangenbäume gediehen.

## Geschichte
Die Insel wurde erstmals 915 von den Basilianern besiedelt. Das Benediktinerkloster wurde 1023 von den Bewohnern Dubrovniks erbaut und gehört somit zu den ältesten Benediktinerklöstern von Dubrovnik.
Zum Kloster gehörte auch eine Kirche, eine dreischiffige Basilika. Diese wurde im romanischen Stil errichtet. 
Später wurde sie zweimal verlängert, so dass der Turm nun in der Kirche steht.
Einer Legende nach fand Richard Löwenherz im Jahre 1191 Zuflucht auf der Insel Lokrum und entging so einem Schiffbruch während eines Sturmes. Er versprach Dubrovnik, auf der Insel eine Kirche zu bauen. Dieses Versprechen hielt er jedoch nur teilweise, denn er steuerte stattdessen Geld und Mittel zum weiteren Bau der Kathedrale in Dubrovnik bei.
1631 begannen 200 venezianische Soldaten, die Insel zu befestigen. Doch als Dubrovnik aus der Festung St. Johann das Feuer eröffnete, zogen sich die Soldaten zurück.
1667 wurde das Kloster durch das Erdbeben von Dubrovnik stark beschädigt.
Das Kloster wurde 1798 von den Benediktinern verlassen und von 12 reichen Bürgern Dubrovniks gekauft. Die Befestigung Fort Royal wurde während der Napoleonischen Kriege erbaut und im 19. Jahrhundert von Österreichern durch den „Maximilian-Turm“ ergänzt. Dieser wurde nach Erzherzog Maximilian von Habsburg benannt, der später Kaiser von Mexiko wurde und 1859 die Insel Lokrum kaufte. Auf dem zerstörten Teil des Klosters wurde in seinem Auftrag ein Schloss erbaut. Zudem ließ er um das ganze Kloster einen Park mit vielen exotischen Pflanzen anlegen.
Nach dem Tod Maximilians wechselte die Insel mehrfach die Eigentümer. Unter diesen war auch der österreichische Kronprinz Rudolf. Um die baulichen Anlagen vor dem Verfall zu retten, übereignete Franz Joseph I. die Insel dem Dominikanerorden.

## Tourismus
Lokrum ist ein beliebter Ort sowohl für Einheimische als auch für Touristen.
Die Insel bietet viele Bademöglichkeiten. Die eine Seite der Insel ist eher flach und gut mit dem Boot erreichbar. Die andere Seite ist hingegen eher steil und schwer erreichbar. 
Es gibt auch einen 10 Meter tiefen, von hohen Felsen umschlossenen Salzwassersee, genannt „totes Meer“, auf Kroatisch „mrtvo more“, der einen sehr hohen Salzgehalt hat. 
Auf der flachen Seite gibt es einen FKK-Strand mit eigenem Café. Zudem gibt es zwei Restaurants und mehrere kleinere Cafés auf Lokrum.
Eine Sehenswürdigkeit ist der botanische Garten, welcher 1959 eröffnet wurde. Heute findet man hier über 800 verschiedene Pflanzenarten, darunter viele exotische Bäume und Büsche.
Das Benediktinerkloster und die Kirche ziehen zahlreiche Touristen an.
Eine touristische Attraktion wurde Lokrum vor allem, als mehrere Episoden der US-amerikanischen Fernsehserie Game of Thrones auf der Insel gedreht wurden. Im Juli 2015 wurde ein kleines Museum eröffnet, in dem man sich unter anderem auf den „eisernen Thron“ aus der Serie setzen kann. 
Die Insel ist nur per Boot erreichbar. Von April bis Oktober verkehren zwischen dem alten Hafen von Dubrovnik und dem kleinen Hafen von Lokrum (Lučica Portoč) Schiffe im Halbstundentakt.
Die Insel wird für verschiedene Theater- und Konzertaufführungen als Bühne genutzt. So werden im Rahmen des Dubrovnik Sommerfestivals Theaterstücke aufgeführt, zum Beispiel „Ein Sommernachtstraum“ von William Shakespeare (im Jahr 2007).
Seit 2015 finden die sogenannten Lokrum-Abende (Lokrumske Veceri) mit Konzerten von internationalen Musikern statt.